# Nouria Mérah-Benida
Nouria Mérah-Benida (* 19. října 1970 Alžír) je bývalá alžírská atletka, běžkyně na střední tratě, olympijská vítězka v běhu na 1500 metrů z roku 2000.
Na olympiádě startovala dvakrát, v roce 1996 bez většího úspěchu, v roce 2000 v Sydney zvítězila ve finále běhu na 1500 metrů. Dosáhla těchto osobních rekordů: 800 metrů - 1:59,49 (1999), 1500 metrů - 3:59,12 (2000), 3000 metrů - 9.01,20 (2000).